# Кубок Чехії з футболу 1995—1996
Кубок Чехії з футболу 1995–1996 — 3-й розіграш кубкового футбольного турніру в Чехії. Титул вперше здобула Спарта (Прага).

## Календар
| Раунд            | Дата                            | Матчі | Клуби     |
| ---------------- | ------------------------------- | ----- | --------- |
| Попередній раунд |                                 | 17    | 129 → 112 |
| Перший раунд     |                                 | 48    | 112 → 64  |
| 1/32 фіналу      |                                 | 32    | 64 → 32   |
| 1/16 фіналу      |                                 | 16    | 32 → 16   |
| 1/8 фіналу       | 11 жовтня 1995 - 14 лютого 1996 | 8     | 16 → 8    |
| 1/4 фіналу       | 8 травня 1996                   | 4     | 8 → 4     |
| 1/2 фіналу       | 15 травня 1996                  | 2     | 4 → 2     |
| Фінал            | 22 травня 1996                  | 1     | 2 → 1     |

## 1/8 фіналу
| Команда 1                 | Рахунок      | Команда 2         |
| ------------------------- | ------------ | ----------------- |
| 11 жовтня 1995            |              |                   |
| Дукла (Прага)             | 0:1          | Тепліце           |
| Адміра/Славой             | 0:4          | Яблонець          |
| Шварц (Бенешов)           | 0:3          | Портал (Пржибрам) |
| Моторпал (Їглава)         | 1:1 пен. 5:4 | ЛеРК Простейов    |
| Банік (Острава)           | 1:1 пен. 3:4 | Петра (Дрновіце)  |
| Каучук (Опава)            | 3:0          | Сігма (Оломоуць)  |
| 28 листопада 1995         |              |                   |
| Атлантік (Лазне Богданеч) | 1:5          | Спарта (Прага)    |
| 14 лютого 1996            |              |                   |
| Карвіна                   | 0:1          | Славія (Прага)    |

## 1/4 фіналу
| Команда 1        | Рахунок      | Команда 2         |
| ---------------- | ------------ | ----------------- |
| 8 травня 1996    |              |                   |
| Петра (Дрновіце) | 3:0          | Портал (Пржибрам) |
| Тепліце          | 0:0 пен. 5:4 | Моторпал (Їглава) |
| Каучук (Опава)   | 0:0 пен. 3:4 | Яблонець          |
| Спарта (Прага)   | 2:0          | Славія (Прага)    |

## 1/2 фіналу
| Команда 1        | Рахунок | Команда 2      |
| ---------------- | ------- | -------------- |
| 15 травня 1996   |         |                |
| Петра (Дрновіце) | 2:1     | Яблонець       |
| Тепліце          | 1:4     | Спарта (Прага) |

## Фінал
| 22 травня 1996 |

| Спарта (Прага)                               | 4:0      | Петра (Дрновіце) |
| -------------------------------------------- | -------- | ---------------- |
| Недвед 26', 56' Свобода 45' Коуба 71' (пен.) | Протокол |                  |

| Стадіон Евжена Рошицького, Прага Глядачів: 7 814 Арбітр: Карел Богунек |